# 정원 (당)
정원(貞元, 785년 ~ 805년 8월)은 당나라(唐) 덕종(德宗) 이괄(李适)의 세번째 연호이자 마지막 연호이다. 20년 7개월 동안 사용하였다. 덕종 붕어한 후에 순종(順宗)이 영정(永貞)으로 개원할 때까지 사용하였다.

## 개원
- 흥원(興元) 2년 1월 1일[1](785년 2월 14일)에 연호를 정원(貞元)으로 개원함.[2][3][4][5]

- 정원(貞元) 21년 8월 5일[6](805년 9월 1일)에 연호를 영정(永貞)으로 개원함.[7][8][9][5]

## 연대 대조표
| 정원       | 원년       | 2년        | 3년        | 4년        | 5년        | 6년        | 7년        | 8년        | 9년        | 10년       |
| 서기(西紀) | 785년      | 786년      | 787년      | 788년      | 789년      | 790년      | 791년      | 792년      | 793년      | 794년      |
| 간지(干支) | 을축(乙丑) | 병인(丙寅) | 정묘(丁卯) | 무진(戊辰) | 기사(己巳) | 경오(庚午) | 신미(辛未) | 임신(壬申) | 계유(癸酉) | 갑술(甲戌) |
| 정원       | 11년       | 12년       | 13년       | 14년       | 15년       | 16년       | 17년       | 18년       | 19년       | 20년       |
| 서기(西紀) | 795년      | 796년      | 797년      | 798년      | 799년      | 800년      | 801년      | 802년      | 803년      | 804년      |
| 간지(干支) | 을해(乙亥) | 병자(丙子) | 정축(丁丑) | 무인(戊寅) | 기묘(己卯) | 경진(庚辰) | 신사(辛巳) | 임오(壬午) | 계미(癸未) | 갑신(甲申) |
| 정원       | 21년       |            |            |            |            |            |            |            |            |            |
| 서기(西紀) | 805년      |            |            |            |            |            |            |            |            |            |
| 간지(干支) | 을유(乙酉) |            |            |            |            |            |            |            |            |            |

## 동시대 연호

### 한국
발해(渤海)
- 대흥(大興) (737년 ~ 793년)
- 중흥(中興) (793년 ~ 794년)
- 정력(正曆) (794년 ~ 809년)

### 중국
남조(南詔)
- 상원(上元) (784년 ~ 808년)

기타
- 이희열(李希烈) 무성(武成) (784년 ~ 786년)

### 일본
- 엔랴쿠(延曆) (782년 ~ 806년)

## 같이 보기
- 다른 왕조의 같은 연호
  - 일본(日本) 조겐(貞元, 976년 ~ 978년)
  - 금(金) 정원(貞元, 1153년 ~ 1156년)

- 중국의 연호 목록